# Епархия Авеццано
Епархия Авеццано, или Епархия Марси (лат. Dioecesis Marsorum, итал. Diocesi di Avezzano) епархия Римско-католической церкви, в составе митрополии Л’Акуилы, входящей в церковную область Абруццо-Молизе. В настоящее время епархией управляет епископ Пьетро Санторо. Викарный епископ — Доменико Рамелли.
Клир епархии включает 109 священников (80 епархиальных и 29 монашествующих священников), 5 диаконов, 30 монахов, 130 монахинь.
Адрес епархии: Corso della Liberta 54, 67051 Avezzano (L’Aquila), Italia.

## Территория
В юрисдикцию епархии входят 95 приходов в 32 коммунах Абруццо: все 32 в провинции Л’Акуила — Авеццано, Джойя-деи-Марси, Карсоли, Тразакко, Тальякоццо, Капистрелло, Сан-Бенедетто-дей-Марси, Каппадоча, Санте-Мария, Челано, Коллармеле, Перето, Луко-дей-Марси, Ортона-дей-Марси, Аелли, Пешина, Виллаваллелонга, Мальяно-де-Марси, Масса-д'Альбе, Овиндоли, Бизенья, Лечче-неи-Марси, Опи, Ортуккьо, Коллелонго, Скуркола-Марсикана, Кастеллафьюме, Рокка-ди-Меццо, Рокка-ди-Ботте, Орикола, Черкьо.
Все приходы образуют 7 деканатов: Авеццано, Карсоли, Челано, Мальяно-де-Марси, Пешина, Тальякоццо и Тразакко.
Границы епархии совпадают с границами исторической области Марси, на юго-западе провинции Л’Акуила.
Кафедра епископа находится в городе Авеццано в церкви Святого Варфоломея, в городе Пешина находится сокафедральный Собор Санта Мария делле Грацие.

## История
По преданию, первым епископом Марси был святой Марк Галилеянин, ученик святого Апостола Петра, позже ставший епископом Атины. Другим известным епископом первых веков на кафедре был святой Руфин, ставший затем епископом Ассизи и принимавший активное участие в евангелизации региона вместе со своим сыном святым Чезидио.
Кафедра епископа первоначально находилась в Маррувии (Сан-Бенедетто-дей-Марси), древней столице Марси. В 1580 году кафедра была переведена в Пешину, в церковь Санта Мария делле Грацие, где оставалась до 16 января 1924 года, когда после реконструкции района, после сильного землетрясения в 1915 году, кафедра была переведена в Авеццано буллой Quo aptius Папы Пия XI.

## Ординарии епархии
- Марк Галилеянин (46);
- святой Руфин (II — III);
- святой Евтихий (III);
- святой Эльпидий (337);
- Иоанн (551—555);
- Луминоз (649);
- Леодризий (853—861);
- Роттарий (962—968);
- Альберик (968) — граф Марси;
- Квиниджи (994—1032);
- Пандольфо (1032—1071);
  - Аттоне (1049—1056) — назначен епископом Кьети, схизматик;
- Луминоз (1078);
- Андреа (1096);
- Сиджинульфо (1097—1113);
- Святой Берардо (1113—1130) — граф Марси;
- Бенедетто (1147—1151);
- Фра Берардо (1153—1156);
- Бенедетто (1156);
- Джованни да Сеньи (1170);
- Дзаккария (1179);
- Элиано (1188);
- Томмазо (1192—1198);
- Инджеамо (1198);
- Томмазо (1209);
- Ансельмо (1210);
- Берардо (1213);
- Томмазо (1219);
- Берардо (1221—1223) — граф Марси;
- Джованни (1230);
- Одоризио (1236—1250);
- Чезарио (1250—1254);
- Никола (1254—1270);
- Стефано или Сильвестро (1270—1275);
- Джакомо (1286—1295);
- Джакомо де Буше (1295—1326) — доминиканец;
- Пьетро Ферри (1327—1336) — назначен епископом Кьети;
- Томмазо Валиньяни (1336—1348);
- Томмазо Пуччи (1348—1363);
- Джакомо Мути (1363—1365) — назначен епископом Ареццо;
- Берардо (1365)
  - Пьетро Альбертини (1380—1380) — назначен епископом Поццуоли, анти-епископ;
- Джакомо Романо (1384—1385);
- Джентиле Маккафани (1385—1399) — назначен епископом Никастро;
- Филиппо (1398—1418);
- Сальвато Маккафани (1418—1419);
- Томмазо (1420—1429);
- Саба де Картони (10.2.1430 — 22.8.1446) — назначен епископом Трикарико;
- Анджело Маккафини (22.8.1446 — 1470);
- Франческо Маккафини (1.10.1470 — 1471);
- Габриэле Маккафини (11.10.1471 — 1511);
- Джакомо Маккафини (1511—1530);
- Джованни Дионизио Маккафини (1530—1533);
- Марчело Крешенци (19.1.1534 — 17.5.1546);
- Франческо (Францино) Микели (17.5.1546 — 13.6.1548) — назначен епископом Казале Монверрато;
- Никола Де Вирджилиис (27.7.1548 — 20.5.1562);
- Джамбаттиста Миланезе ([27.5.1562 — 14.12.1577);
- Маттео Колли (13.2.1579 — 14.4.1596);
- Бартоломео Перетти (14.4.1597 — 2.1.1628);
- Бальоне Каррадоре (5.6.1628 — 3.5.1629);
- Муцио Колонна (17.9.1629 — 5.9.1632);
- Лоренцо Массими (24.11.1632 — 28.10.1647);
- Джованни Паоло Качча (18.5.1648 — 6.9.1649);
- Асканио Де Гасперис (14.2.1650 — 16.8.1664);
- Диего Петра (15.9.1664 —29.4.1680) — назначен архиепископом Сорренто;
- Франческо Бернардино Коррадини (27.5.1680 — 25.12.1718);
- Муцио Де Веккис (29.3.1719 — 24.8.1724);
- Джачинто Драгонетти (11.9.1724 —- 20.12.1730) — ораторианец;
- Джузеппе Бароне (5.3.1731 — 29.5.1741) — назначен епископом Кальви;
- Доменико Антонио Брици (29.5.1741 — 6.9.1760);
- Бенедетто Маттеи (15.12.1760 — 23.6.1776);
- Франческо Винченцо Лайецца (16.12.1776 — 31.10.1792);
  - Sede vacante (1792—1797);
- Джузеппе Болоньезе (18.12.1797 — 17.3.1803);
  - Sede vacante (1803—1805);
- Камилло Джованни Росси (26.6.1805 — 26.6.1818) — назначен епископом Сан Северо;
- Саверио Дурини (21.12.1818 — 17.10.1823) — назначен епископом Аверзы;
- Джузеппе Сенья (3.5.1824 — 8.3.1840);
  - Sede vacante (1840—1843);
- Микельанджело Соррентино (19.6.1843 — 17.4.1863);
  - Sede vacante (1863—1871);
- Федерико Де Джакомо (22.12.1871 — 6.8.1884);
- Энрико де Доминичис (10.11.1884 — 21.5.1894) — назначен архиепископом Амальфи;
- Марино Руссо (29.11.1895 — 1903);
- Франческо Джаччи (3.7.1904 — 29.4.1909);
- Никола Кола (15.4.1910 — 26.8.1910) — назначен епископом Ночера Умбра;
- Пио Марчелло Баньоли (14.12.1910 — 17.1.1945) — босой кармелит;
- Доменико Валерии (9.8.1945 — 10.11.1973);
- Витторио Оттавиани (10.11.1973 — 22.4.1977);
- Бьяджо Витторио Терринони (22.4.1977 — 23.6.1990) — капуцин;
- Армандо Дини (23.6.1990 — 21.10.1998) — назначен архиепископом Кампобассо-Бойано;
- Лючо Анджело Ренна (9.6.1999 — 2.9.2006) — кармелит, назначен епископом Сан Северо;
- Пьетро Санторо (с 28 июня 2007 года — по настоящее время).

### Пьетро Санторо
Петр Санторо родился в Васто 4 февраля 1946 года. После окончания средней школы и лицея в малой семинарии архиепархии Кьети, изучал богословие в семинарии America Latina в Вероне, намереваясь стать миссионером в этом регионе.
Рукоположен в сан священника Папой Павлом VI 17 июня 1970 года. Служил в приходах Святого Иосифа и Святого Николая в Сан-Сальво. В 2006 году назначен на место викария епископа в деканат Васто. Он был также корреспондентом газеты l’Avvenire, ответственным за экуменизм в епархии, епархиальным ассистентом для молодежи из Католического действия и ответственным за пастырскую работу среди молодежи.
Поставлен в епископы Авеццано 28 июня 2007 года Папой Бенедиктом XVI. Хиротонисан 6 сентября в церкви Санта Мария Маджоре в Васто монсеньором Бруно Форте, архиепископом-митрополитом Кьети, которому ассистировали епископы Эдоардо Меникелли и Лючо Анджело Ренна. Его вступление на кафедру Марси состоялось 15 сентября того же года.

## Статистика
На конец 2006 года из 115 137 человек, проживающих на территории епархии, католиками являлись 109 000 человек, что соответствует 94,7 % от общего числа населения епархии.
| год  | население | население | население | священники | священники        | священники         | священники                           | постоянные диаконы | монахи  | монахи  | приходы |
| год  | католики  | всего     | %         | всего      | белое духовенство | черное духовенство | число католиков на одного священника | постоянные диаконы | мужчины | женщины | приходы |
| ---- | --------- | --------- | --------- | ---------- | ----------------- | ------------------ | ------------------------------------ | ------------------ | ------- | ------- | ------- |
| 1950 | 124.700   | 125.000   | 99,8      | 133        | 105               | 28                 | 937                                  |                    | 25      | 125     | 85      |
| 1969 | 129.850   | 130.000   | 99,9      | 141        | 107               | 34                 | 920                                  |                    | 41      | 283     | 92      |
| 1980 | 113.000   | 113.400   | 99,6      | 133        | 101               | 32                 | 849                                  |                    | 39      | 180     | 98      |
| 1990 | 107.500   | 109.000   | 98,6      | 162        | 128               | 34                 | 663                                  | 4                  | 38      | 218     | 100     |
| 1999 | 118.120   | 120.500   | 98,0      | 119        | 87                | 32                 | 992                                  | 5                  | 37      | 186     | 100     |
| 2000 | 117.908   | 121.500   | 97,0      | 115        | 90                | 25                 | 1.025                                | 5                  | 30      | 178     | 100     |
| 2001 | 115.600   | 118.000   | 98,0      | 103        | 78                | 25                 | 1.122                                | 5                  | 25      | 170     | 97      |
| 2002 | 115.600   | 118.000   | 98,0      | 113        | 84                | 29                 | 1.023                                | 5                  | 29      | 172     | 98      |
| 2003 | 115.000   | 118.000   | 97,5      | 102        | 80                | 22                 | 1.127                                | 5                  | 22      | 172     | 98      |
| 2004 | 115.000   | 118.000   | 97,5      | 100        | 78                | 22                 | 1.150                                | 5                  | 22      | 172     | 98      |
| 2006 | 109.000   | 115.137   | 94,7      | 109        | 80                | 29                 | 1.000                                | 5                  | 30      | 130     | 95      |